# 太陽堂
太陽廟亦稱太陽堂，是位於台灣台北市內湖區碧山路之仿古廟宇建築，為主祀太陽星君之道教廟宇，興建於1935年。另外，該廟宇的組織型態為管理人制，祭典日期則是每年農曆三月十九。

## 歷史
太陽星君屬於自然崇拜中最常膜拜的對象，畢竟在遠古時期，天空中最有力也最顯眼的天體就是它，因此各民族都有自己的太陽神，例如羅馬的阿波羅、埃及的拉、日本的天照大神，而在華人文化中，也有代表太陽的「太陽星君」。
據已故前管理人李建發表示，民國十三年間，他的祖父李水來，係擔任道士職務，與兒子、媳婦一家人住在民生西路，宅內私自供奉太陽星君為家神；到了十八年，才遷移至松山下陂頭（五常街尾），正式建廟供信眾參拜，因興建松山機場而被迫拆除，補償費僅領到四圓而已，於民國二十四年，從五常街遷建到此；當時，重建內湖太陽堂，是經過申請、爭辯後，由日治時期的臺北州知事破例同意。